# Carència de folat
La carència o deficiència de folat o d'àcid fòlic és una falta d'àcid fòlic en la dieta i els signes són sovint subtils. Es caracteritza per l'aparició de glòbuls vermells de mida gran i anormals (megaloblasts), que es formen quan hi ha dipòsits inadequats d'àcid fòlic dins del cos. Un nombre baix de glòbuls vermells (anèmia) és una troballa tardana de la deficiència de folat i l'anèmia per deficiència de folats (un tipus d'anèmia megaloblàstica) és el terme que s'utilitza per a aquesta malaltia.

## Causes
Es pot produir una deficiència de folat quan augmenta la necessitat de folat per part del cos, quan la ingesta o absorció de folat és insuficient o quan el cos excreta (o perd) més folat de l'habitual. Els medicaments que interfereixen amb la capacitat del cos d'utilitzar el folat també poden augmentar la necessitat d'aquesta vitamina. Algunes investigacions indiquen que l'exposició a la llum ultraviolada, inclòs l'ús de llits de bronzejat, pot provocar una deficiència de folat. La deficiència és més freqüent en dones embarassades, lactants, nens i adolescents. També pot ser degut a una mala dieta o a una conseqüència de l'alcoholisme.
Les malalties inflamatòries o degeneratives difuses de l'intestí prim, com la malaltia celíaca, enteritis crònica (com la malaltia de Crohn), o fístules enteroentèriques, poden reduir l'absorció.

## Prevenció i tractament

### Dieta
El folat s'adquireix en la dieta pel consum de verdures de fulla verda, llegums i carns d'òrgans (fetge, principalment). Quan es cuina, l'ús de vapor, o un forn de microones poden ajudar a mantenir més contingut de folat en els aliments cuinats, ajudant així a prevenir la deficiència de folat.

### Suplementació
L'àcid fòlic és un derivat sintètic del folat i s'adquireix mitjançant suplements dietètics.
Després del descobriment del vincle entre deficiències d'àcid fòlic i defectes del tub neural, governs i organitzacions sanitàries de tot el món van fer recomanacions sobre la suplementació d'àcid fòlic per a les dones que volien quedar embarassades. Com que el tub neural es tanca durant les primeres quatre setmanes de gestació, sovint fins i tot abans que moltes dones sàpiguen que estan embarassades, molts països van decidir a temps implementar programes de suplementació d'aliments. Una metaanàlisi de la prevalença mundial de naixements amb espina bífida va mostrar que, quan es va comparar la suplementació obligatòria amb països amb professionals sanitaris que assessoraven les dones, però no hi havia cap programa de suplementació obligatoria, es va reduir un 30% els naixements vius amb espina bífida, amb alguns països es va reportar una reducció superior al 50%.